# Michael Müller
Michael Müller, född 9 december 1964 i dåvarande Västberlin, är en tysk socialdemokratisk politiker och tryckeriföretagare, som sedan 11 december 2014 är Berlins regerande borgmästare och därmed regeringschef för den tyska delstaten Berlin.

## Biografi
Müller växte upp i Berlinstadsdelen Tempelhof, där familjen fortfarande bor. Han har en avslutad yrkesutbildning inom handel. Sedan 1986 har han tillsammans med sin far drivit ett tryckeri i norra Tempelhof. Han är medlem av Tysklands evangeliska kyrka, är gift med frun Claudia och har två barn.
Sedan 1981 har Müller varit medlem av Tysklands socialdemokratiska parti, SPD. Mellan 1989 och 1996 satt han i Tempelhofs stadsdelsfullmäktige för SPD. Från 1996 har han varit medlem av Berlins representanthus och 2011-2014 var han medlem av Berlins senat, med ansvar för stadsutveckling och miljöfrågor, och ställföreträdande regerande borgmästare. Efter Klaus Wowereits avgång 2014 valdes Müller till ny borgmästarkandidat av SPD i Berlin, med 59 procent av medlemmarnas röster, och valdes därefter till ny regerande borgmästare av representanthuset.
Efter valet 2016 förblev Müller och SPD i regeringsställning trots att båda regeringspartierna SPD och CDU gick tillbaka, och påbörjade förhandlingar om en röd-röd-grön vänsterkoalition. Ett koalitionsfördrag med Die Grünen och Die Linke ingicks i november.
Müller kritiserade i ett tal inför Berlins representanthus i januari 2017 den nytillträdde amerikanske presidenten Donald Trumps beslut att uppföra en gränsmur vid den amerikansk-mexikanska gränsen. Han jämförde där Trumps murprojekt med uppförandet av Berlinmuren och dess långtgående följder för befolkningen på båda sidor om gränsen.
Under perioden 1 november 2017 – 31 oktober 2018 var Müller enligt gällande turordning mellan Tysklands förbundsländer ordförande för Tysklands förbundsråd, och därmed Tysklands förbundspresidents ställföreträdare.
I oktober 2020 meddelade Müller sin avsikt att kandidera till förbundsdagen i valkretsen Berlin-Charlottenburg – Wilmersdorf. Han blev partiets kandidat och valdes in med direktmandat vid förbundsdagsvalet 2021.